# Ла-Рош-Дерьен
Ла-Рош-Дерье́н (фр. La Roche-Derrien, брет. Ar Roc'h-Derrien) — коммуна во Франции, находится в регионе Бретань. Департамент — Кот-д’Армор. Главный город кантона Ла-Рош-Дерьен. Округ коммуны — Ланьон.
Код INSEE коммуны — 22264.

## География
Коммуна расположена приблизительно в 420 км к западу от Парижа, в 140 км северо-западнее Ренна, в 45 км к северо-западу от Сен-Бриё.
Вдоль северной границы коммуны протекает река Жоди.

## Население
| Год  | Численность | Численность |
| ---- | ----------- | ----------- |
| 2013 | 1006        |             |
| 2015 | 1058        | [ 3 ]       |
| 2016 | 1114        | [ 4 ]       |
| 2017 | 1092        | [ 5 ]       |
| 2018 | 1111        | [ 1 ]       |

## Администрация
| Период | Период | Фамилия       | Партия                  | Примечания |
| ------ | ------ | ------------- | ----------------------- | ---------- |
| 1995   | 2008   | Эрве Пондаван |                         |            |
| 2008   | 2014   | Жан-Луи Эван  | Социалистическая партия |            |

## Экономика
В 2007 году среди 633 человек в трудоспособном возрасте (15—64 лет) 428 были экономически активными, 205 — неактивными (показатель активности — 67,6 %, в 1999 году было 61,3 %). Из 428 активных работали 371 человек (195 мужчин и 176 женщин), безработных было 57 (27 мужчин и 30 женщин). Среди 205 неактивных 78 человек были учениками или студентами, 68 — пенсионерами, 59 были неактивными по другим причинам.

## Достопримечательности
- Церковь Сент-Катрин[фр.] (XI век). Исторический памятник с 1913 года[7]
- Бревенчатый дом XVI века. Исторический памятник с 1926 года[8]

## Фотогалерея

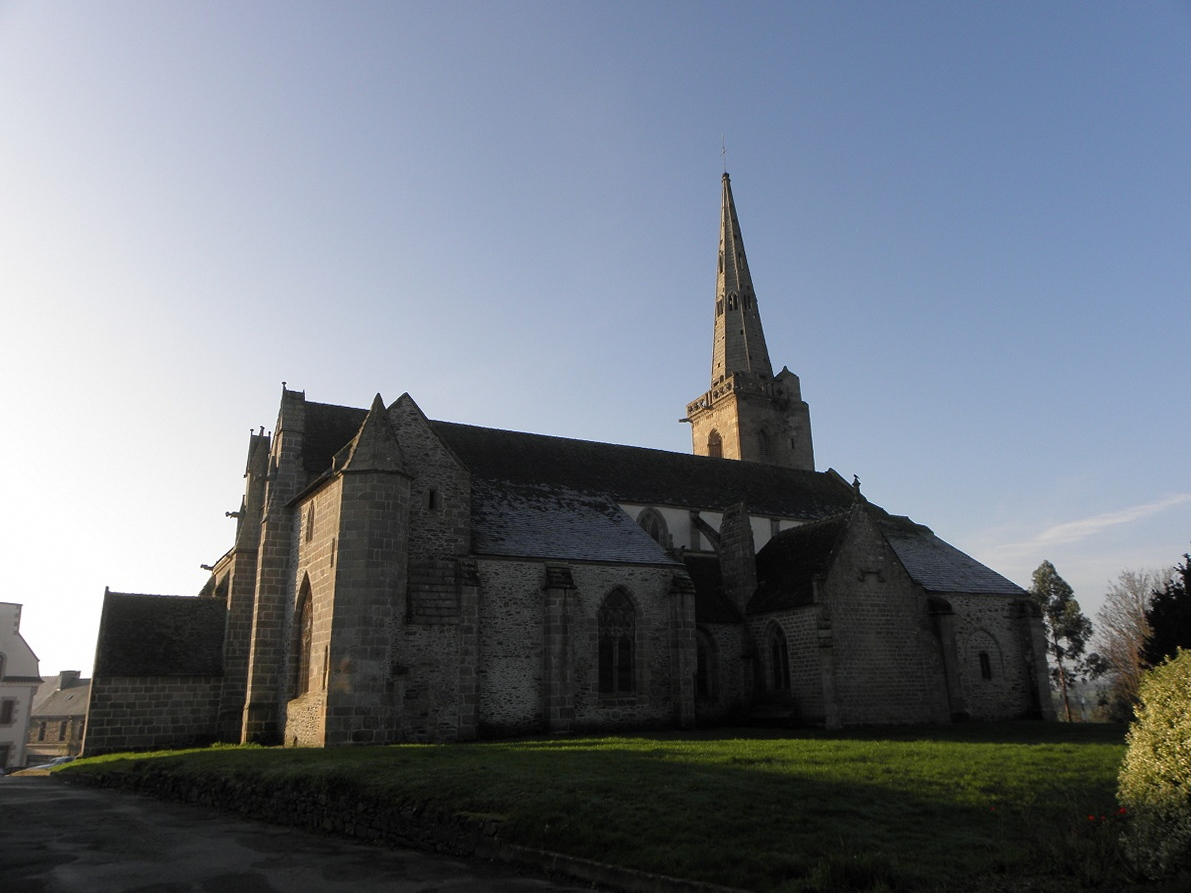
Церковь Сент-Катрин
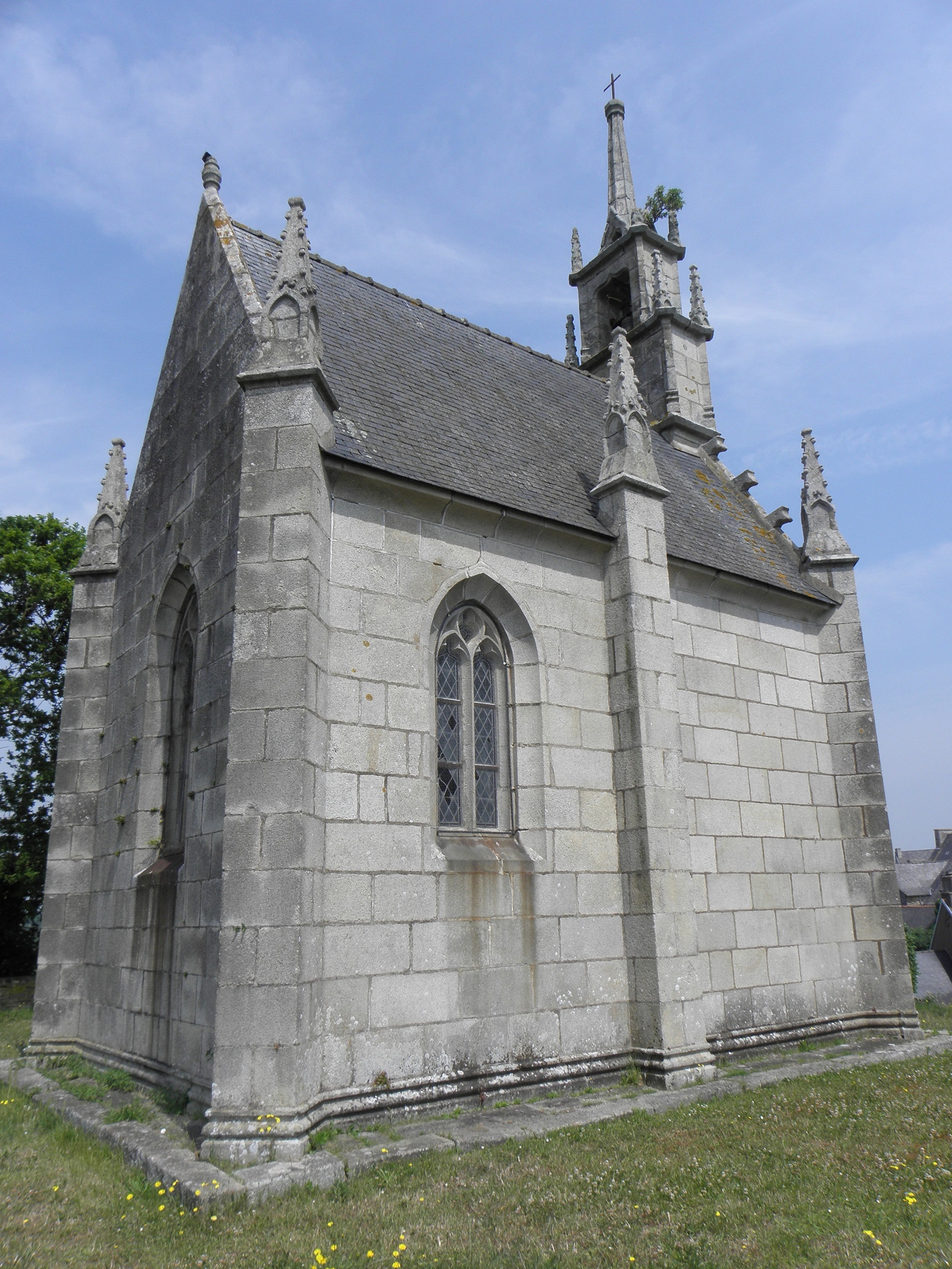
Часовня
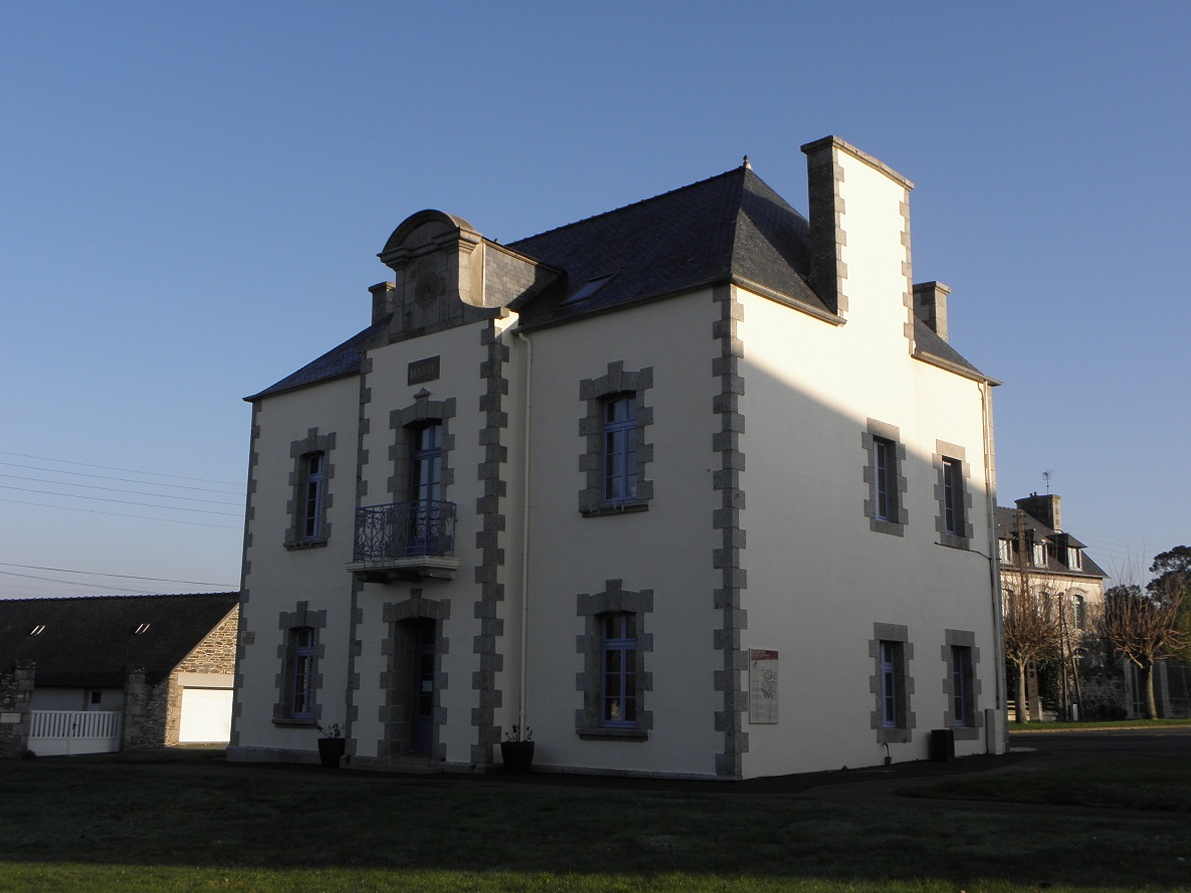
Мэрия
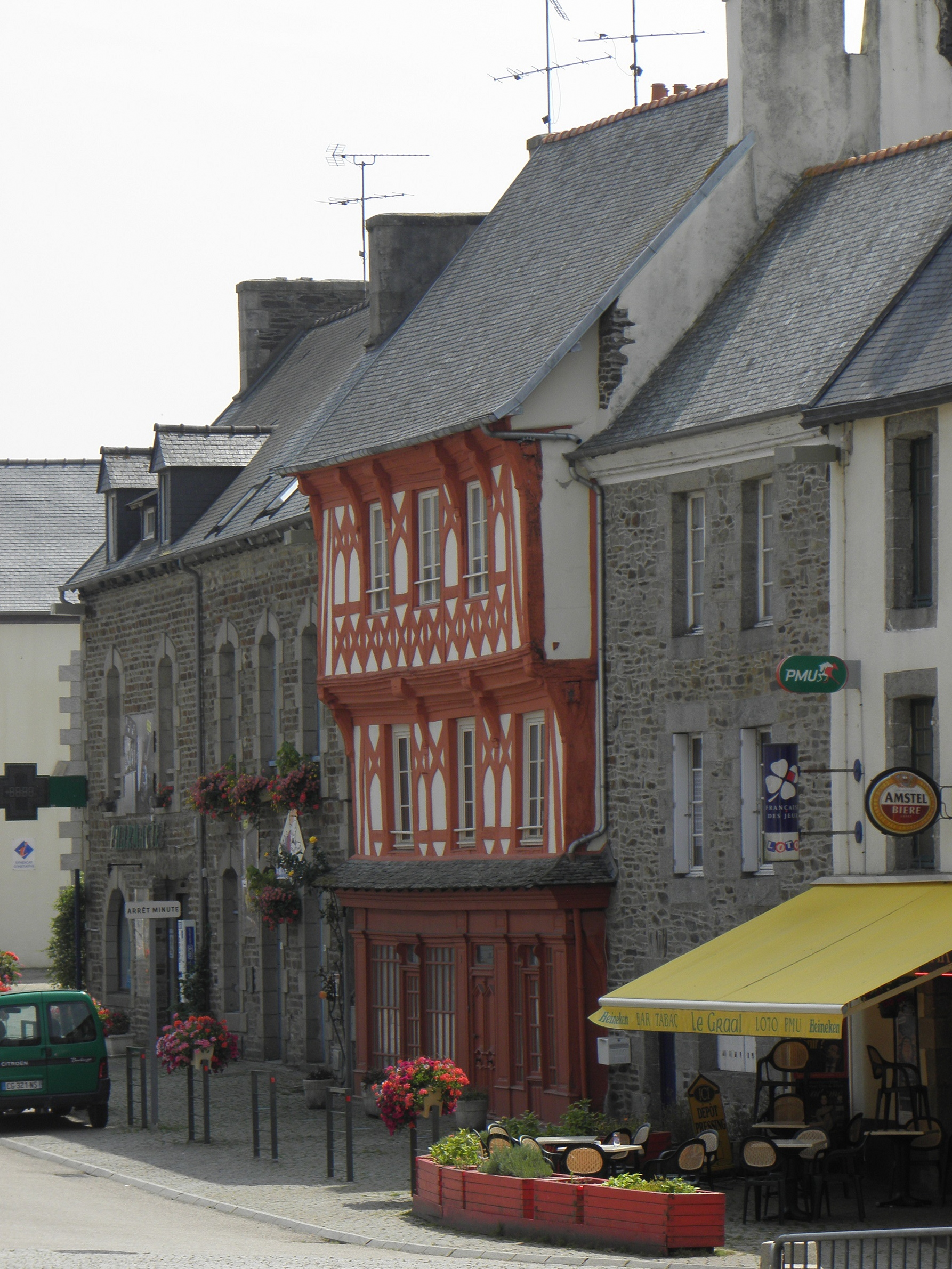
Бревенчатый дом XVI века